# International Express

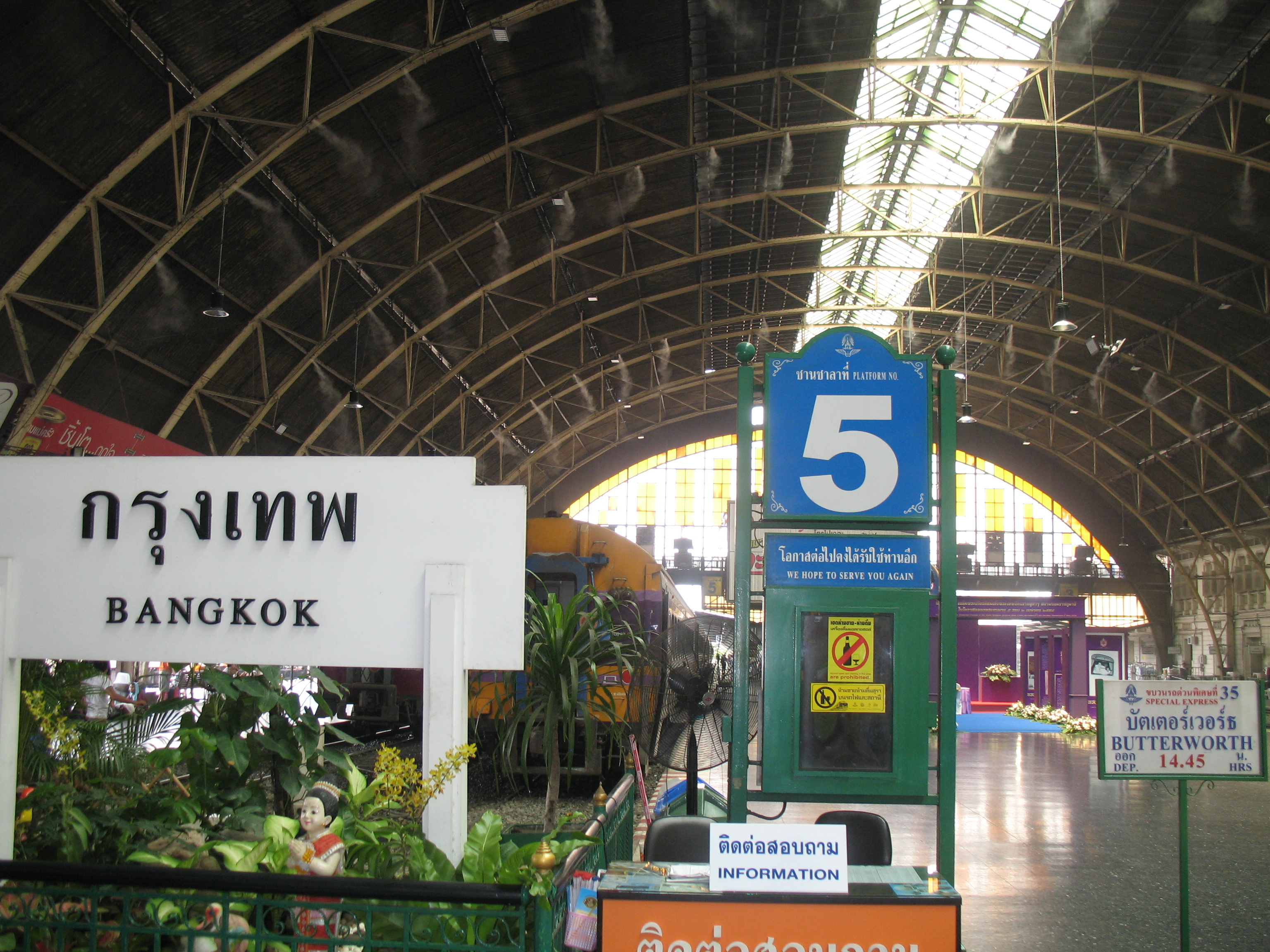
Plataforma en la estación de Hua Lamphong para el tren de Bangkok a Butterworth

El International Express (en tailandés: รถด่วนพิเศษระหว่างประเทศ; malayo: Ekspres Antarbanbangsa) es un tren expreso que viaja entre Bangkok, Tailandia y Padang Besar, Malasia. El tren viajaba antes a Butterworth, Penang.
Los vagones de pasajeros de este tren incluyen coches cama de 1ª y 2ª clase y un vagón restaurante, todos con aire acondicionado. Locomotoras eléctricas diesel como  los HID (Hitachi - 2500 HP) y los GEA (General Electric - 2500 HP) se utilizan para conducir este expreso

## Historia
El tren se inauguró en enero de 1919, desde la antigua estación de ferrocarril de Thonburi a Malasia, y los trenes son operados por Thai Railways, marca bajo la que opera la State Railway of Thailand.
Durante la Segunda Guerra Mundial, la mayor parte de la red ferroviaria tailandesa fue destruida, y muchas de las conexiones ferroviarias internacionales, entre ellas el International Express, se perdieron. Al finalizar esta, las conexiones ferroviarias entre Tailandia, Malasia y Singapur pudieron ser restauradas, aunque conflictos como la guerra de VIietnam impidieron la reconstrucción de las conexiones ferroviarias con Camboya, Vietnam, Myanmar y Laos, que están ahora en fase de negociaciones.

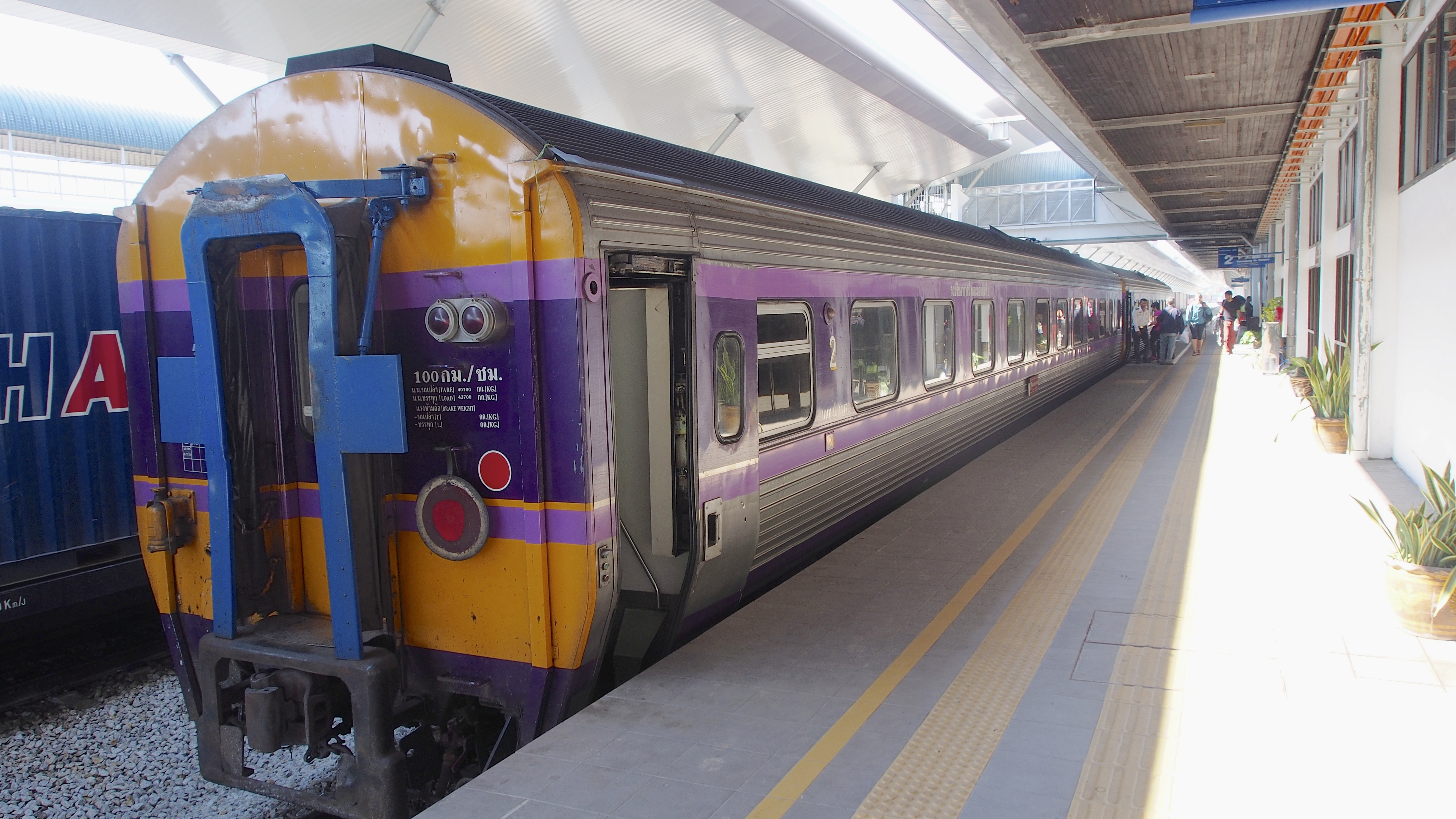
Control de aduanas en la estación de Padang Besar

## Ruta
El tren pasa por ciudades y pueblos a lo largo de la costa oriental del golfo del sur de Tailandia, en la parte superior de la península de Malasia. Estos incluyen Nakhon Pathom, Hua Hin, Surat Thani, Hat Yai. El tren cruza la frontera entre Tailandia y Malasia por Padang Besar antes de llegar a Butterworth, que está frente a la isla de Penang, una isla en la costa noroccidental de la península de Malasia.

## Horario
El tren tiene una expedición diaria, saliendo con el número 45 desde Bangkok a las 15:10 hora local, y llegando a las 9:53 hora de Malasia a Padang Besar, con un cambio de tren en Hat Yai, para una duración estimada de unas 20 horas.